# Bundt cake
Un Bundt cake, ou littéralement gâteau Bundt, est un gâteau cuit dans un moule Bundt, le façonnant en une forme de beignet distincte. La forme est inspirée d'un gâteau européen traditionnel connu sous le nom de Gugelhupf, mais les Bundt cake ne sont généralement pas associés à une recette unique. Le style de moule en Amérique du Nord a été popularisé dans les années 1950 et 1960, après que le fabricant d'ustensiles de cuisine Nordic Ware a déposé le nom Bundt et a commencé à produire des moules Bundt en aluminium moulé. La publicité de Pillsbury a permis aux gâteaux de gagner en popularité.

## Étymologie
Le Bundt cake dérive en partie d'un gâteau européen de type brioche appelé Gugelhupf. Dans le nord de l'Allemagne, le Gugelhupf est traditionnellement connu sous le nom de Bundkuchen, un nom formé par la réunion des deux mots Bund et Kuchen (« gâteau »).
Les avis divergent quant à la signification du mot Bund. Une possibilité est qu'il signifie « botte » ou « paquet », et fait référence à la façon dont la pâte est regroupée autour du centre tubulaire du moule. En néerlandais, le gâteau est appelé « tulband », ce qui signifie « turban ». La prononciation de la deuxième partie de ce mot est très similaire à celle de « bundt ». Une autre source suggère qu'il décrit l'apparence de bande donnée au gâteau par les côtés cannelés du moule, semblable à une gerbe ou un paquet de blé lié. Certains auteurs ont suggéré que Bund fait plutôt référence à un groupe de personnes, et que Bundkuchen est ainsi appelé parce qu'il convient aux fêtes et aux rassemblements,.
Des utilisations du mot bund en dehors de l'Europe pour décrire des gâteaux peuvent être trouvées dans des livres de cuisine juifs américains du début du XXe siècle,. L'orthographe alternative bundte apparaît également dans une recette dès 1901.

## Apparence
Les Bundt cake ne se conforment pas à une recette unique ; leur caractéristique principale est leur forme. Un moule Bundt a généralement des côtés cannelés ou rainurés, mais son élément de conception le plus caractéristique est le tube central ou « cheminée » qui laisse un trou cylindrique au centre du gâteau. Cette conception signifie qu'une plus grande partie du mélange touche la surface du moule que dans un simple moule rond, ce qui permet une distribution plus rapide et plus uniforme de la chaleur pendant la cuisson,. Un Gugelhupf diffère des gâteaux contemporains de type Bundt en ce qu'il suit une recette particulière à base de levure, avec des fruits et des noix, et qu'il est souvent plus profond dans sa forme et plus décoratif. Le Babka d'Europe de l'Est, datant du début du 18e siècle en Pologne, a également une forme similaire.
Aujourd'hui, il n'existe pas de recette unique de Bundt cake. Les recettes vont des gâteaux épicés aux pignons et à la sauce chili, aux concoctions de crème glacée et de fruits. Nordic Ware et d'autres vendent des moules de style Bundt dans différentes formes originales.
Comme le nom « Bundt » est une marque déposée, les moules similaires sont souvent vendus sous le nom de « moules tubulaires cannelés » ou sous d'autres appellations descriptives similaires. Le détenteur de la marque Nordic Ware produit des moules à Bundt uniquement en aluminium, mais des moules cannelés similaires sont disponibles dans d'autres matériaux. 